# Thyrocyt

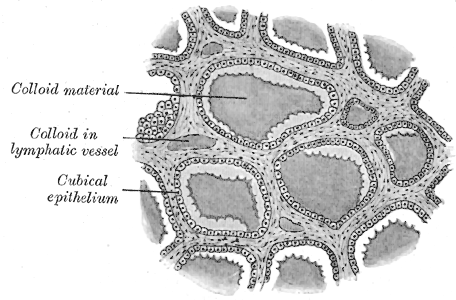
Cubical epithelium: thyrocyten

Thyrocyten, schildklierfollikelcellen of schildklierepitheelcellen zijn het belangrijkste celtype in de schildklier en zijn verantwoordelijk voor de productie en secretie van de schildklierhormonen thyroxine (T4) en trijodothyronine (T3).  Voor deze binding zijn bepaalde cofactoren nodig, waaronder zink en vitaminen. Bij onvoldoende jodiuminname gaat de schildklier relatief en absoluut meer T3 produceren.
Hun embryologische oorsprong ligt in een mediane endodermale massa in de regio van de tong (foramen cecum: een meestal blind eindigend kanaal in het voorhoofdsbeen achter de mediane beenlijst aan de binnenzijde van het voorhoofdsbeen), in tegenstelling tot parafolliculaire cellen die ontspringen uit het vierde faryngeale zakje.
Thyrocyten vormen een enkele laag kubisch epitheel en zijn gerangschikt in bolvormige schildklierfollikels rondom een met vloeistof gevulde ruimte, bekend als de colloïde. De binnenruimte die door de thyrocyten cellen wordt gevormd, staat bekend als het folliculaire lumen. Het basaal membraan van thyrocyten bevat thyreoïdstimulerend hormoon-receptoren die zich binden aan het thyreoïdstimulerend hormoon (TSH) dat in het bloed circuleert.
Calcitonine producerende parafolliculaire cellen bevinden zich ook langs het basale membraan van het schildklierfollikel, verspreid tussen de folliculaire cellen en in de ruimtes tussen de bolvormige follikels. Parafolliculaire cellen kunnen van folliculaire cellen worden onderscheiden op basis van hun lichtere kleuring in het cytoplasma met behulp van H&E.

## Functie

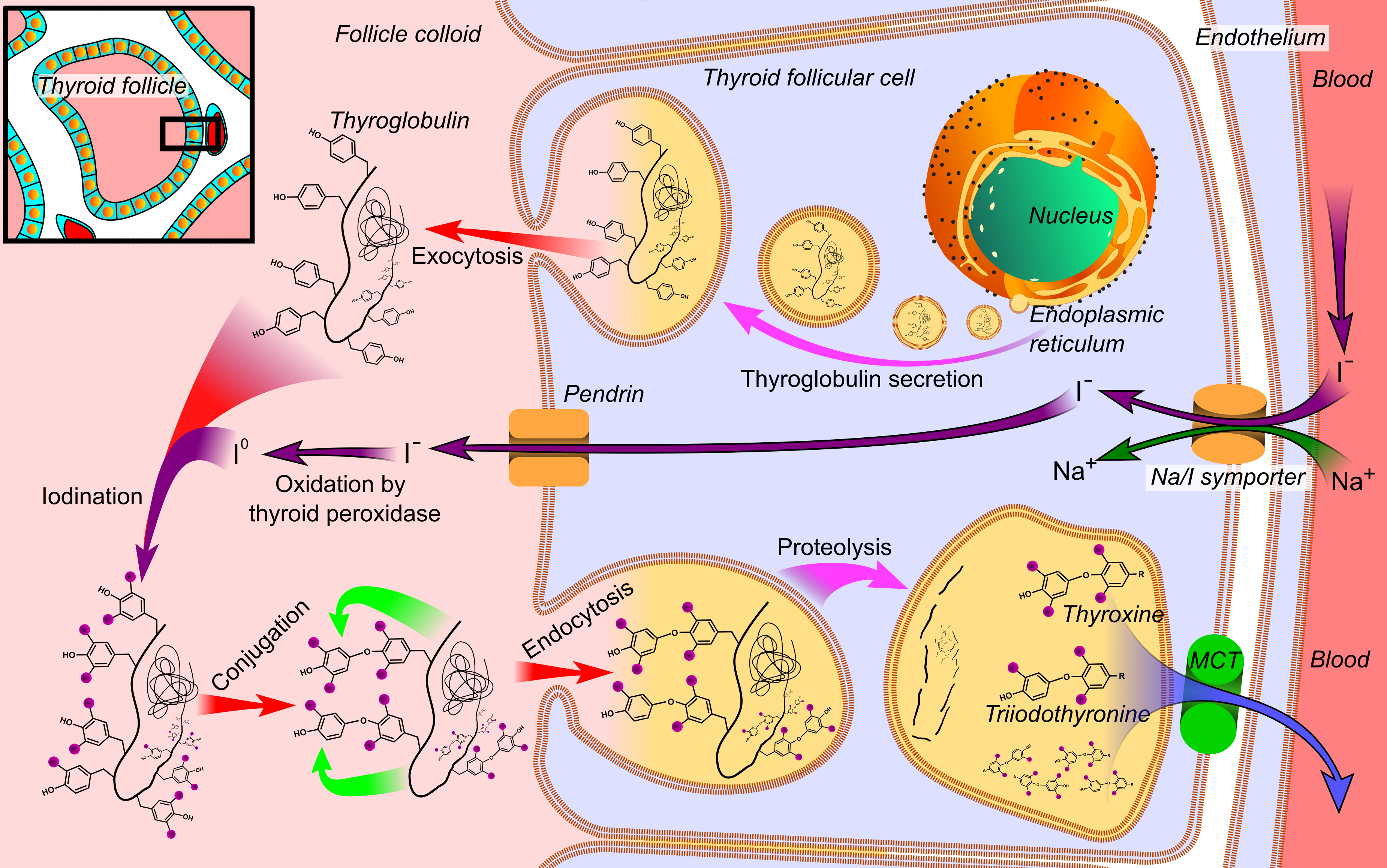
Synthese van schildklierhormonen door een thyrocyt.

De functie van thyrocyten is de productie en gecontroleerde afgifte van schildklierhormonen in de bloedbaan, als reactie op stimuli gemedieerd door het thyreoïdstimulerend hormoon (TSH), geproduceerd door de adenohypofyse, dat op zijn beurt wordt gemoduleerd door de hypothalamus via de afgifte van thyreotropinevrijmakend hormoon (TRH), allemaal gereguleerd door negatieve terugkoppelingsystemen. De mechanismen waarmee thyrocyten deze taak uitvoeren zijn divers.
Thyrocyten nemen jodide en aminozuren op uit de bloedsomloop aan de basolaterale zijde, synthetiseren thyreoglobuline en thyroperoxidase uit aminozuren en scheiden deze samen met jodide af in de schildklierfollikels. De thyrocyten nemen vervolgens gejodeerd thyreoglobuline op uit de follikels door middel van endocytose, onttrekken hier schildklierhormonen aan met behulp van proteasen en geven vervolgens schildklierhormonen af aan het bloed.
Deze schildklierhormonen worden door het hele lichaam getransporteerd, waar ze de stofwisseling regelen (de omzetting van zuurstof en koolhydraten in energie). Elke cel in het lichaam is afhankelijk van schildklierhormonen voor de regulering van hun stofwisseling. Een normale schildklier produceert ongeveer 80% T4 en ongeveer 20% T3, maar T3 is ongeveer vier keer zo krachtig als T4.

### Jodidetransport

3-Iodotyrosine

Diiodotyrosine

Het transport van jodide naar thyrocyten is essentieel voor de synthese van jodiumhoudende schildklierhormonen. Jodide wordt actief getransporteerd in het basolaterale membraan van thyrocyten door de natrium/jodide-cotransporter. In het apicale membraan wordt jodide uitgescheiden in het colloïde door de chloride/jodide-transporter pendrine. De natrium/jodide-cotransporter is een transmembraanglycoproteïne met een molecuulgewicht van 87 kDa en 13 transmembraandomeinen, dat twee natriumkationen (Na+) per jodide-anion (I+) de cel in transporteert.

### Synthese van schildklierhormonen en hun afgifte
Het jodide-anion aanwezig in het folliculaire lumen in de microvilli, wordt door het enzym thyroperoxidase of jodideperoxidase omgezet in moleculair jodium en vervolgens opgenomen in thyreoglobuline door zich te hechten aan de zijgroepen van de talrijke tyrosine-aminozuren waaruit de structuur bestaat. Eerst bindt een jodiumatoom zich aan de benzeenring van de tyrosine-zijgroep op de 3'-positie, waardoor 3-Iodotyrosine ontstaat, en een tweede kan zich vervolgens op de 5'-positie hechten, waardoor diiodotyrosine ontstaat. Deze gejodeerde zijgroepen worden vervolgens weer samengevoegd via een oxidatief condensatiemechanisme, waarbij de twee schildklierhormonen worden gevormd: trijodothyronine en thyroxine, nog steeds gebonden aan de glycoproteïnestructuur van thyreoglobuline. Deze moleculen worden vervolgens door de thyrocyt teruggevangen via een pinocytosemechanisme, gevolgd door fusie met de lysosomen van de cel. Lysosomale enzymen scheiden schildklierhormonen van thyreoglobuline door proteolyse, waardoor ze beschikbaar worden voor latere afgifte aan de bloedbaan, terwijl andere delen van de thyreoglobuline en overtollig jodium worden teruggewonnen voor een nieuw syntheseproces.